# Markus Achatz

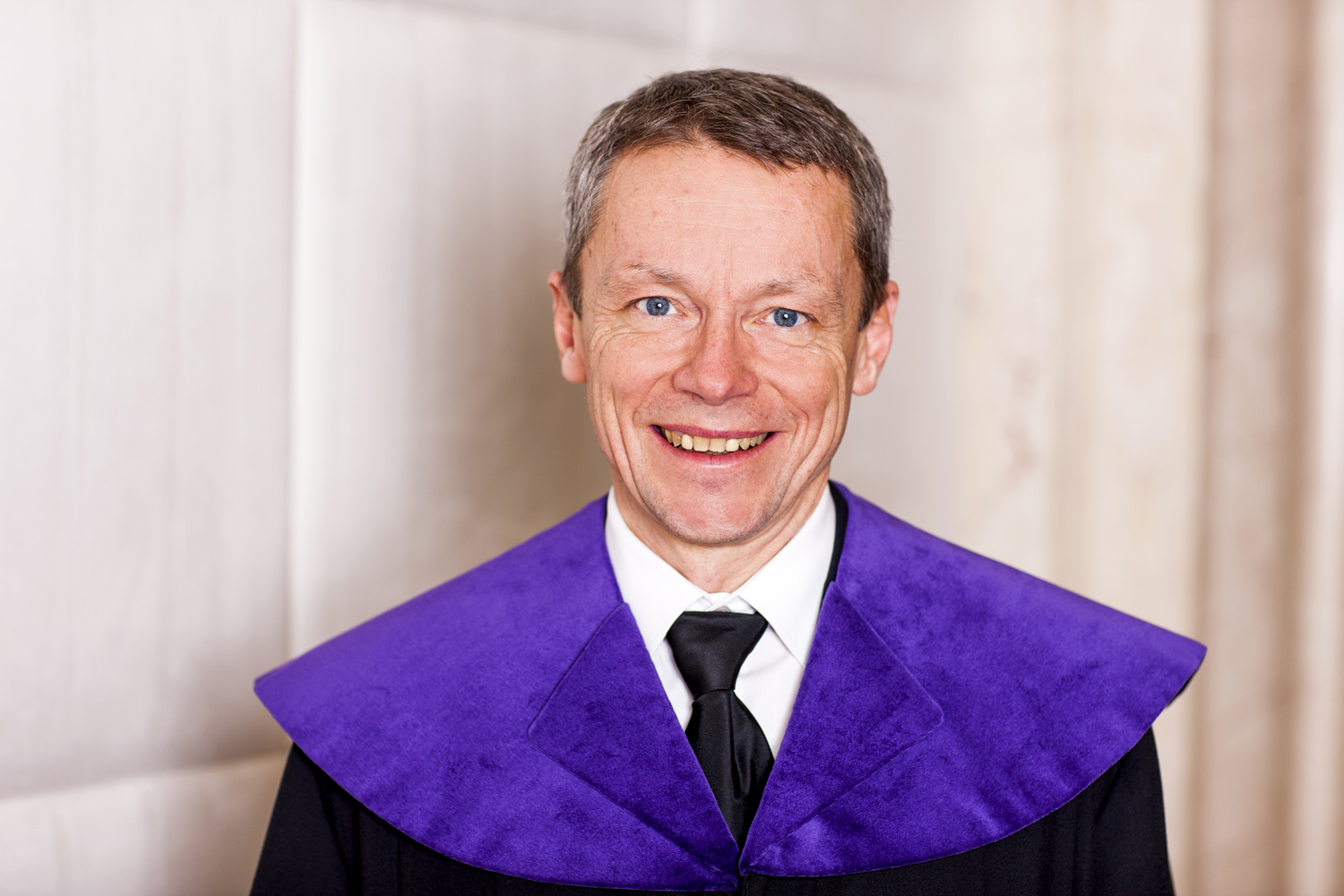
Markus Achatz (2013)

Markus Achatz (* 21. April 1960 in Graz) ist ein österreichischer Verwaltungs- und Finanzwissenschaftler und Professor an der Universität Linz; seit 2013 ist er Mitglied des österreichischen Verfassungsgerichtshofs.

## Leben
Markus Achatz wurde 1982 an der Universität Graz zum Dr. iur. promoviert. Nach Tätigkeit bei Gericht war er von 1983 bis 1992 Assistent am Institut für Finanzrecht an der Universität Graz. 1992 habilitierte er sich für das Fach Finanzrecht an der Universität Graz. Seit 1992 ist er Partner der Kanzlei LeitnerLeitner, Wien und Linz.
1993 war Achatz Gastprofessor am Institut für Verwaltungsrecht und Verwaltungslehre an der Universität Linz. 1996 erhielt er die Zulassung zum Steuerberater und erhielt kurz darauf den Ruf auf die Universitätsprofessur und Leitung der Abteilung für Steuerrecht an der Universität Linz. Von 2000 bis 2009 war er Vorstand des Instituts für Verwaltungsrecht und Verwaltungslehre der Universität Linz, von 2009 bis 2011 Dekan der dortigen Rechtswissenschaftlichen Fakultät. Ab 2004 leitet er zudem als Vorstand das Forschungsinstitut für Steuerrecht und Steuermanagement, seit 2009 ist er Vorstand des Instituts für Finanzrecht, Steuerrecht und Steuerpolitik der Universität Linz. Ende 2012 wurde er vom Nationalrat zum Verfassungsrichter nominiert. Seit 9. Jänner 2013 bekleidet er die Funktion eines Mitglieds des österreichischen Verfassungsgerichtshofs. Er ist Mitglied des Wissenschaftlichen Beirats des oberösterreichischen Think Tanks ACADEMIA SUPERIOR – Gesellschaft für Zukunftsforschung.
1996 hatte Achatz eine Gastprofessur für europäisches und internationales Wirtschaftsrecht an der Universität St. Gallen und lehrte zudem 2005 an der New York University. Er hat mehrere Veröffentlichungen über Themen der Körperschaften öffentlichen Rechts, Umsatzsteuer und Konzernsteuerrecht publiziert.
Achatz ist Mitglied der katholischen Studentenverbindungen K.Ö.H.V. Carolina Graz (seit 1979) und KÖStV Severina Linz (seit 2002), beide im ÖCV.

## Schriften
- Umsatzsteuer und Schadenersatz. Einschliesslich Prozesskosten, Garantien und Versicherungen. Wirtschaftsverlag Orac, Wien 1992, ISBN 3-7007-0298-1 (Schriften zum österreichischen Abgabenrecht; Bd. 33).